# 劉紹恤
劉紹恤（1535年—1595年），字汝欽，湖廣德安府安陸縣人，民籍，明朝政治人物。

## 生平
父劉鵬以編織為生。嘉靖三十四年（1555年）乙卯科湖廣鄉試第九名舉人，隆慶二年（1568年）中式戊辰科會試第八十三名，三甲第一百四十五名進士。授南昌縣知縣，五年（1571年）調臨安縣知縣，謫山西布政使司理問，遷石樓縣知縣，改南京大理寺評事，升大理寺右寺正，萬曆十一年（1583年）九月升雲南按察司僉事，十四年（1586年）正月考察去職，二十三年（1595年）卒。

## 家族
曾祖劉澄；祖父劉友諒；父劉鵬。前母葉氏；母冉氏。弟劉繼恤。